# District de Villefranche (Aveyron)
Pour les articles homonymes, voir district de Villefranche.
Le district de Villefranche-de-Rouergue est une ancienne division territoriale française du département de l'Aveyron de 1790 à 1795.
Il était composé des cantons de Villefranche, Najac, Montsales, Parizot, Privezac, Rieupeyroux, Libreval, Varens et Villeneuve.